# Tárkányka
Tárkányka (Tărcăița), település Romániában, a Partiumban, Bihar megyében.

## Fekvése
Köröstárkánytól délkeletre fekvő település.

## Története
Tárkányka nevét 1588-ban említette először oklevél Tarchanichia néven.
1692-ben Tarkaicza, 1808-ban Tarkajcza, 1851-ben és 1888-ban Tarkaicza, 1913-ban Tárkányka néven írták.
1851-ben Fényes Elek írta a településről:
Tarkaicza vagy Kis-Tárkány, hegyes-völgyes vidéken, 272 óhitű lakossal, anyatemplommal. Földesura a váradi görög püspök.
1910-ben 631 lakosából 4 magyar, 627 román volt. Ebből 628 görögkeleti ortodox volt.
A trianoni békeszerződés előtt Bihar vármegye Belényesi járásához tartozott.